# Teleespectadors Associats de Catalunya
Teleespectadors Associats de Catalunya, TAC, és una associació de consumidors sense afany de lucre, que treballa per una televisió de qualitat i en defensa dels drets dels usuaris de mitjans audiovisuals (televisió, internet, videojocs, telèfon mòbil, cinema, etc.) i, especialment, dels nens i joves, que són els més indefensos davant de les pantalles. TAC va néixer el 1985, arran de la preocupació d'uns pares de família pels continguts que les televisions oferien als seus fills. Avui, TAC agrupa a més 17.000 persones associades.
La TAC forma part de la federació d'usuaris de mitjans audiovisuals iCmedia (Iniciatives per a la Qualitat dels Mitjans), amb seu a Madrid. I a través de ICmedia forma part de EURALVA (the European Alliance of Listeners' and Viewers' Associations).

## Àmbit de treball i projectes[calcitació]
En aquests últims anys, el desenvolupament de les noves tecnologies del món audiovisual i la mateixa demanda dels usuaris han conduït a una progressiva ampliació i adaptació del treball de TAC. Internet, els videojocs, el cinema, els DVD’s i l'ús dels mòbils han anat adquirint cada vegada més espai en el temps d'oci dels més joves.
Per aquest motiu, gran part del treball que desenvolupa l'associació se centra en el Projecte d'Educació Audiovisual “Aprèn a mirar”. En aquest projecte s'ofereix a les escoles –és a dir, als pares, als educadors i als alumnes- informació crítica dels continguts del món audiovisual i, finalment, s'ensenya als joves en què consisteix el llenguatge audiovisual, per aprendre a ser usuaris crítics i madurs: a utilitzar de manera responsable i educativa les eines que ofereixen aquestes tecnologies.
La TAC recolza i participa en el treball que desenvolupa el CAC (Consell de l'Audiovisual de Catalunya) a través de diverses comissions d'estudi i anàlisi. L'associació també serveix com a canal entre els usuaris i les televisions fent-los arribar queixes, felicitacions i suggeriments sobre els seus continguts.

## Publicacions[calcitació]
Mensualment publica la revista Contraste Audiovisual amb informació valorada d'estrenes en cinema, DVD i televisió. A més, totes aquelles novetats relacionades amb el món de les pantalles, com a internet o els videojocs, també tenen el seu espai en aquesta publicació. També disposa d'aquest tipus d'informació en el seu web [www.taconline.net].

## Esdeveniments
Els Premis Zapping, creats per Teleespectadors Associats de Catalunya, es lliuren anualment i des del 1995 a Catalunya a programes i professionals de la televisió. Els organitzadors defensen que premien la qualitat per sobre dels índexs d'audiència. Els espectadors catalans voten pels programes de més qualitat, els socis del Teleespectadors Associats de Catalunya escullen als finalistes de cada categoria i finalment un jurat designa als guanyadors. Ha premiat a directius, presentadors i periodistes com Lorenzo Milà, Matías Prats, Josep Cuní, María Escario, Silvia Jato, Mònica Terribas, Jordi Hurtado, Manel Fuentes, Antonio Garrido, Jorge Fernández, Eduard Punset i Carles Francino, entre d'altres. També han rebut el guardó actors com Lluís Homar, Emma Suárez, Adriana Ozores, Ana Duato, Tito Valverde i programes com Homo Zapping, Saber y ganar, Els matins, Ànima, 59’, Españoles en el mundo, Días de cine, Supernanny, entre d'altres.
També cada any la TAC promou i organitza una activitat cultural pública (conferències, congressos, taules rodones, jornades, etc.) per aprofundir en un tema d'actualitat del món audiovisual. El seu objectiu és sensibilitzar la societat i crear opinió encaminada a aconseguir uns mitjans de comunicació audiovisual que contribueixin cada vegada més a la salut cultural, moral i cívica d'una societat democràtica madura i forta.

## Investigació[calcitació]
La TAC realitza estudis dels continguts de les diverses cadenes de televisió amb la finalitat de contribuir a la millora dels mateixos en el marc d'una col·laboració positiva amb els creadors de continguts i emissors. Amb aquests estudis es pretén donar una informació qualitativa des del punt de vista dels usuaris als directius de productores i cadenes.